# Bruten
Bruten est un chef berbère du vie siècle qui participe aux guerres de l'Empire byzantin contre les tribus berbères en Afrique. Il apparaît pour la première fois dans les sources  en hiver 546-547, lorsqu'il combat aux côtés d'Antalas et est vaincu par le général byzantin Jean Troglita. En été 547, lorsque Carcasan reprend la guerre, il s'allie à lui, et participe en 548 à la bataille des champs de Caton.